# Basin (Montana)
Basin is een plaats (census-designated place) in de Amerikaanse staat Montana, en valt bestuurlijk gezien onder Jefferson County.

## Demografie
Bij de volkstelling in 2000 werd het aantal inwoners vastgesteld op 255.

## Geografie
Volgens het United States Census Bureau beslaat de plaats een oppervlakte van
33,3 km², geheel bestaande uit land. Basin ligt op ongeveer 1692 m boven zeeniveau.

## Plaatsen in de nabije omgeving
De onderstaande figuur toont nabijgelegen plaatsen in een straal van 36 km rond Basin.